# Acanthocybium solandri
Il wahoo o acantocibio (Acanthocybium solandri, sinonimo Acanthocibium solanderi) è un pesce di mare della famiglia Scombridae.

## Distribuzione e habitat

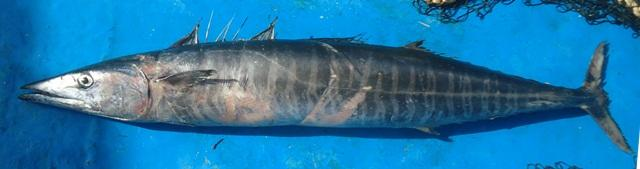

Questa specie è diffusa in tutte le acque tropicali del globo, dove è molto comune mentre in Mediterraneo è rarissimo e sono note pochissime segnalazioni, anche in acque italiane.

È un pesce pelagico che si trattiene sempre lontano dalle coste.

## Descrizione

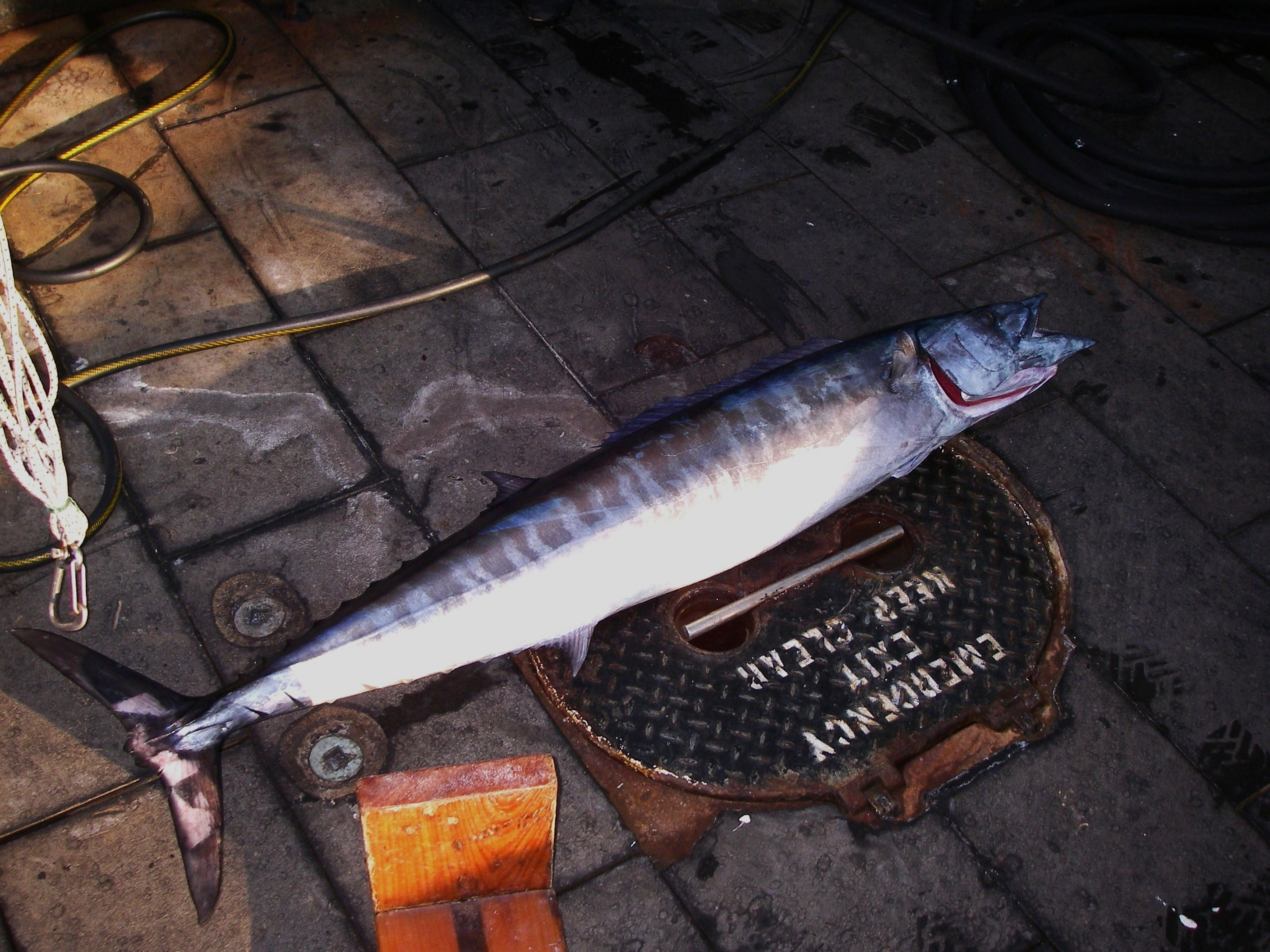

Ha un aspetto simile a quello della palamita ma molto più allungato ed assai più grande (2 m per oltre 60 kg). Il muso è molto lungo e la bocca grande. Le pinne dorsali sono due, la prima molto lunga e bassa, la seconda breve e simmetrica alla pinna anale. Sul peduncolo caudale ci sono numerose pinnule; la pinna caudale è ampia e falcata. Pinne pettorali e pinne ventrali sono piccole.

Il colore è blu metallico sul dorso e argentato sul ventre, l'animale vivo può mostrare strisce grigie verticali sui fianchi.

## Alimentazione
Predatore, si nutre di pesci.

## Pesca
È una preda ambita dai pescatori sportivi che lo catturano a traina. Le carni sono ottime.